# Kertayasa (Kramat)
Kertayasa is een bestuurslaag in het regentschap Tegal van de provincie Midden-Java, Indonesië. Kertayasa telt 9547 inwoners (volkstelling 2010).